# (7644) Cslewis
(7644) Cslewis (1988 VR5) – planetoida z pasa głównego asteroid okrążająca Słońce w ciągu 4,15 lat w średniej odległości 2,58 j.a. Odkryta 4 listopada 1988 roku.